# Oligoclada crocogaster
Oligoclada crocogaster – gatunek ważki z rodziny ważkowatych (Libellulidae). Występuje na terenie Ameryki Południowej.